# Cypseloides niger
El vencejo negro (Cypseloides niger) es una ave  del orden Apodiformes de la familia Apodidae. Con un tamaño de 18 cm, es uno de los vencejos más largos de las Américas. Su área de distribución se extiende desde Canadá hasta Costa Rica.